# Tamara Abramienka
Tamara Mikałajeuna Abramienka (biał. Тамара Мікалаеўна Абраменка, ros. Тамара Миколаевна Абраменко, Tamara Mikołajewna Abramienko; ur. 26 listopada 1936 w Smolewiczach) – białoruska uczona w dziedzinie fizyki cieplnej i fizyki molekularnej, doktor nauk technicznych, profesor.

## Życiorys
Urodziła się 26 listopada 1936 roku w Smolewiczach, w obwodzie mińskim Białoruskiej SRR, ZSRR. W 1960 roku ukończyła Miński Państwowy Instytut Pedagogiczny. Od 1960 roku pracowała w Instytucie Transferu Ciepła i Masy im. A. Łykaua, od 1980 roku – w Instytucie Fizyki Stosowanej Narodowej Akademii Nauk Białorusi. W 1987 roku uzyskała stopień doktora nauk technicznych (odpowiednik polskiego stopnia doktora habilitowanego). W 1994 roku otrzymała tytuł profesora.

## Prace
Tamara Abramienka jest autorką prac naukowych z zakresu termodynamiki procesów transferu energii, właściwości cieplnych gazów i ich mieszanek. Do jej prac należą:
- (z A. Załatuchiną i J. Szaszkouem): Tiermiczeskaja diffuzija w gazach. Mińsk: 1982. (ros.). Brak numerów stron w książce;
- Nieliniejnyje effiekty w wysokotiempieraturnych gazach. W: Obzory po tiepłofiziczeskim swojstwam wieszczestwa. Mińsk: 1992. (ros.). Brak numerów stron w książce[1].